# Spencer Pratt
Spencer William Pratt er født 14. august 1983 i Los Angeles i USA. Han er en amerikansk reality-skuespiller, og han er kendt for sin optræden i tv-serien The Hills. Der spiller han sig selv, og der følger man hans dagligdag og private forhold. Han er gift med reality-skuespilleren Heidi Montag og er storebror til Stephanie Pratt, der begge også spiller med i The Hills.

## Karriere

### Reality fjernsyn
Spencer Pratt viste sig første gang på fjernsyn i 2005 i en tv-serie, der blev kaldt The Princes of Malibu. Der mødte han sin senere ven, Brody Jenner, der førte ham til tv-serien The Hills. I 2006 kunne tv-seerne se med i Spencer Pratts forhold til Heidi Montag.
I april 2009 kunne Spencer Pratt og Heidi Montag være med i den amerikanske reality-tv-serie I'm a Celebrity...Get me out of here!. De forlod tv-serien efter 4 dage.

## Privat
Spencer Pratt er gift med Heidi Montag. De blev gift den 25. april 2009 i Pasadena i Californien. Hele brylluppet kunne man følge i serien The Hills.